# Saprosites holzschuhi
Saprosites holzschuhi är en skalbaggsart som beskrevs av Riccardo Pittino 2008. Saprosites holzschuhi ingår i släktet Saprosites och familjen Aphodiidae. Inga underarter finns listade i Catalogue of Life.